# سكوت ويستكوت
سكوت ويستكوت (بالإنجليزية: Scott Westcott) هو منافس ألعاب قوى أسترالي، ولد في 25 سبتمبر 1975 في باركس في أستراليا.

## وصلات خارجية
- سكوت ويستكوت على موقع الاتحاد الدولي لألعاب القوى (الإنجليزية)
- سكوت ويستكوت على موقع النتائج التاريخية لألعاب القوى الأسترالية (الإنجليزية)
- سكوت ويستكوت على موقع أوليمبيديا (الإنجليزية)
- سكوت ويستكوت على موقع اللجنة الأولمبية الأسترالية (الإنجليزية)
- سكوت ويستكوت على موقع اتحاد ألعاب الكومنولث (مؤرشف) (الإنجليزية)